# Berzona
Berzona is een plaats en voormalige gemeente in Zwitserland. In het dorp wonen ongeveer 80 inwoners.
Het rustige bergdorp ligt in een dal, de Valle Onsernone, een zijdal van de Centovalli, in het kanton Ticino.
Berzona wordt door kastanjewouden omgeven en bestaat uit twee wijken; het benedendorp Seghellina en het autovrije bovendorp. 
Na de Tweede Wereldoorlog trok de inheemse bevolking weg en leegstaande huizen werden door kunstenaars gekocht. Architect en schrijver Max Frisch, schrijver Alfred Andersch en historicus Golo Mann woonden in Berzona.

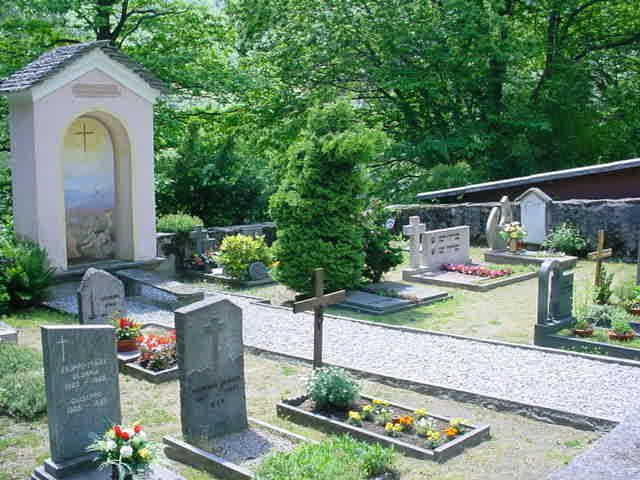
Het graf van Alfred en Gisela Andersch in Berzona